# Adbhuta
Adbhuta são personagens da mitologia hindu. 
O termo sânscrito que significa maravilha. É uma rasa ou sentimento, que na mitologia hindu personalizam uma deidade. Querendo expressar que às vezes nos envolvemos tanto em um sentimento que ele parece criar vida dentro de nós, ele forma uma máscara em nosso rosto pela qual às vezes nos aprisionamos por toda a vida. As rasas são: Amor (shringara), alegria (Hasya), Maravilha (adbhutra), Coragem (veera), Paz (shanta), tristeza (tristeza), fúria (Raudra), Medo (Bhayanaka), desgosto (Vibhatsa). O sentimento de maravilha pode ser classificado pela filosofia como estética. A estética é quando ultrapassando a moral, a ética, chegamos a contemplar a estética, ou seja suas atitudes não são primorosamente éticas que se resumem ao belo(Vismaya).   